# Gussie Mueller
Gustave 'Gussie' Mueller (New Orleans, 17 april 1890 - Hollywood, 16 december 1965) was een Amerikaanse jazzklarinettist in de vroege jazz.

## Biografie
Mueller was klarinettist in de bands van Papa Jack Laine, daarna ging hij begin 1915 met de groep van Tom Brown naar Chicago, Illinois. Na zijn dienst in de Eerste Wereldoorlog vertrok hij naar Californië waar hij lid werd van het nog jonge Paul Whiteman Orchestra. Met dit orkest werkte hij in New York, Mueller injecteerde de band met wat dixieland-invloeden. Een van Whitemans vroege hits, "Wang Wang Blues", laat Mueller prominent horen, zijn stijl hier lijkt op die van Larry Shields. Mueller was overigens mede-componist van dit nummer.
Volgens Whiteman wilde Mueller geen noten leren lezen, omdat dat ten koste zou gaan van zijn spel als een "hot player". In 1920 verliet hij Whiteman met de opmerking: "I jes' can't play that 'pretty music' that you all play. And you fellers can't never play blues worth a damn".  Mueller keerde terug naar Californië waar hij ging spelen in het Abe Lyman Orchestra. Mueller bleef actief in Los Angeles en omgeving en tot in de jaren 40 was hij werkzaam als muzikant, voornamelijk in "hillbilly"-groepen. In 1945 nam hij met Whiteman voor Capitol Records opnieuw de "Wang Wang Blues" op, hij speelde zijn partij op precies dezelfde wijze als hij deed in 1920.